# بيتر إيدلمان
بيتر إيدلمان (بالإنجليزية: Peter Edelman)‏ هو محامي أمريكي، ولد في 9 يناير 1938 في منيابولس في الولايات المتحدة.